# Plymouth (Connecticut)
Plymouth ist eine Stadt im Litchfield County im US-Bundesstaat Connecticut, Vereinigte Staaten, mit 12.183 Einwohnern (Stand: 2005). Terryville und Pequabuck sind Dörfer von Plymouth. Ein Teil des Mattatuck State Forest liegt in Plymouth.

## Geschichte
Die Stadt wurde 1795 gegründet und wurde bekannt durch seine Uhrenhersteller wie Eli Terry Sr. Plymouth wurde nach Plymouth (Massachusetts) benannt.

## Söhne und Töchter der Stadt
- Eli Terry Sr. (1772–1852) – amerikanischer Uhrmacher
- Henry Dutton (1796–1869) – Politiker und Jurist
- Judson Allen (1797–1880) – US-Kongressabgeordneter aus dem Staat  New York